# Budaörs
Budaörs is een plaats (város) en gemeente in het Hongaarse comitaat Pest. Budaörs telt 28.394 inwoners (2016).
De stad is een belangrijke voorstad van Boedapest en groeide tussen 2007 en 2016 met circa 1300 personen.
Langs de snelweg M1 liggen grote weidewinkelcomplexen zoals Auchan en IKEA.